# Кам'яний орел
landmark 33°25′ пн. ш. 83°23′ зх. д. / 33.417° пн. ш. 83.383° зх. д.

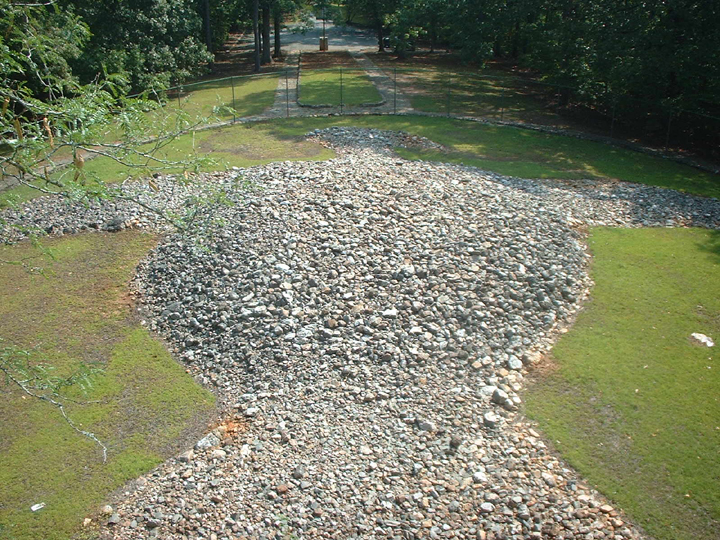
Кам'яний орел, краєвид з найближчої спостережної вежі, фото 26 серпня 2007 року.

Кам'яний орел, або Курган Кам'яного орла — археологічна пам'ятка в окрузі Патнем, штат Джорджія. Курган розташований поблизу Шосе 441 між містами Медісон і Ітонтон.

## Опис

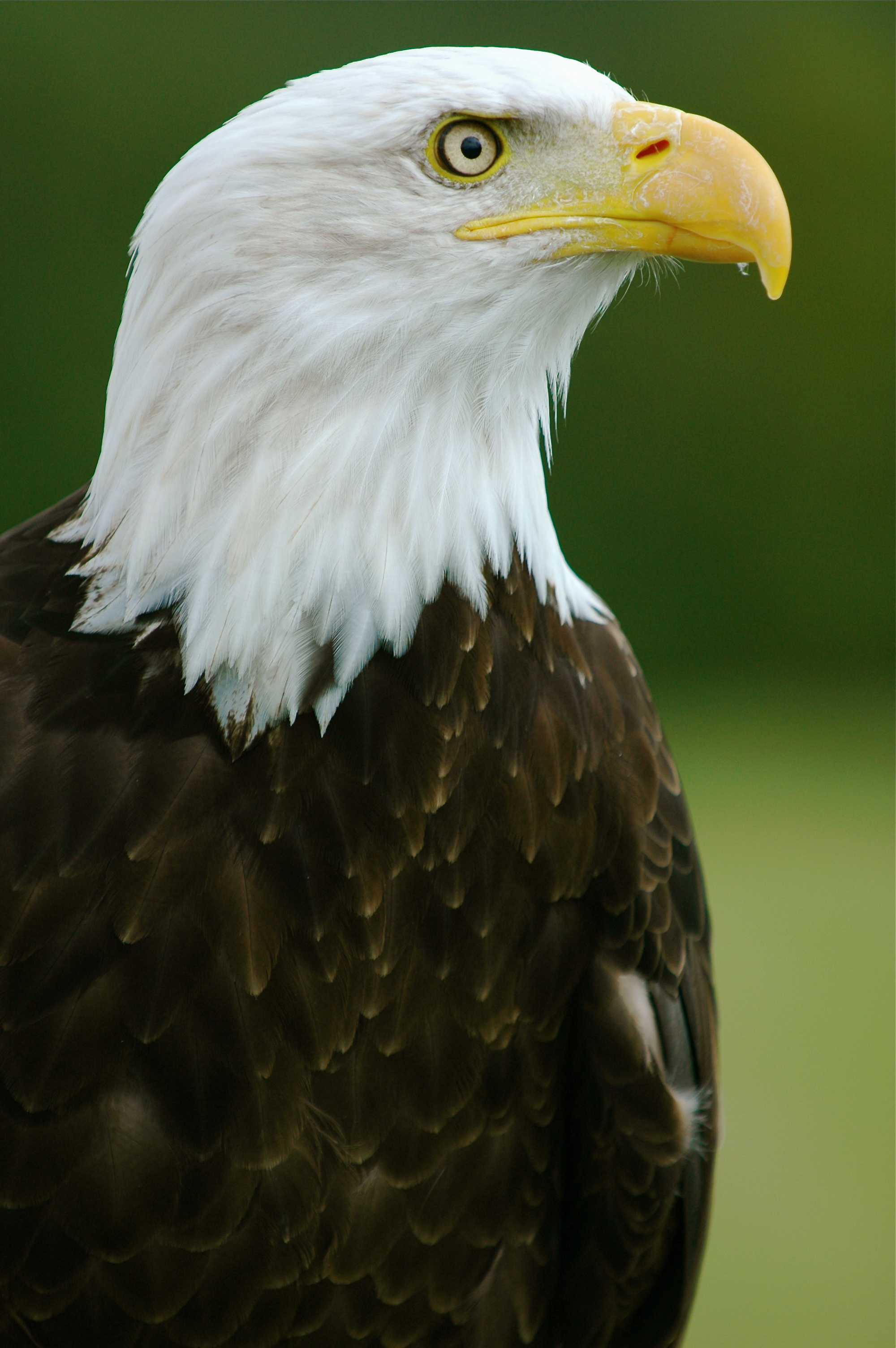
Згідно з віруваннями місцевих індіанців, білоголовий орлан мав прямий доступ до світу духів.

Є  фігурним курганом у вигляді кам'яного силуету птаха з великим дзьобом і віялоподібним хвостом (назва «орел» — умовна), викладеним з великих уламків кварциту. Фігура включена в Національний реєстр історичних місць США. Розмір становить 37 м від голови до хвоста і 31 м між кінчиками крил. Голова птаха спрямована на південь. Висота купи каміння в місці грудей птаха становить від 2,5 до 3 м, а інші частини — нижче. Археологи виявили при обстеженні «орла» немісцеву глину, що свідчить про те, що матеріал для будівництва привозили здалеку.
Датування є спірним, від 1000 р. до н. е. до 1000 р. н. е. Будівельниками кургану могли бути індіанці культур Адена або Хоупвелл Вудлендського періоду.
На схід від річки Міссісіпі виявлено всього два подібних птахоподібних кургани — Кам'яний орел і ще один, відомий як Кам'яний яструб (який зберігся набагато гірше), приблизно в 50 км на південний схід від Кам'яного орла. (33°21′ пн. ш. 83°10′ зх. д. / 33.350° пн. ш. 83.167° зх. д.)
Археологи також виявили в кургані сліди людської кремації і камінь для пращі.
Безпосередній доступ до кургану заборонений, місцевість огороджено високим сітчастим тином, через який відвідувачі можуть оглядати курган. За оглядини гроші не платять.

## Ресурси Інтернету
- Вікісховище має мультимедійні дані за темою: Кам'яний орел
- Rock Eagle 4-H Center [Архівовано 4 червня 2018 у Wayback Machine.]
- Roadside Georgia [Архівовано 12 березня 2016 у Wayback Machine.]
- Putnam County [Архівовано 14 липня 2016 у Wayback Machine.]
- Sunday Ride: Rock Hawk [Архівовано 3 березня 2016 у Wayback Machine.]
- «PUTNAM COUNTY IS IN PROCESS OF DEVELOPING THE AREA AROUND THE ROCK HAWK EFFIGY NEAR WALLACE DAM», Middle Georgia Historic Preservation Directory
- Scenic Byway [Архівовано 6 березня 2016 у Wayback Machine.]